# Nazionale maschile di pallacanestro della Somalia
La nazionale di pallacanestro della Somalia (Xiriirka Soomaaliyeed ee Kubadda koleyga) è la rappresentativa cestistica della Somalia ed è posta sotto l'egida della Federazione cestistica della Somalia.

## Piazzamenti

### Campionati africani
- 1970 - 7°
- 1974 - 10°
- 1980 - 9°
- 1981 -  3°
- 1983 - 8°